# Robert Sarah
Robert Sarah (franskt uttal: [ʁɔbɛʁ saʁa]) , född 15 juni 1945 i Ourous, Franska Guinea, är en guineansk kardinal och ärkebiskop. Han var från den 23 november 2014 till den 20 februari 2021 prefekt för Kongregationen för gudstjänstliv och sakramentsförvaltning. Han biskopsvigdes 1979. Den 20 november 2010 utsåg påve Benedictus XVI Sarah till kardinaldiakon med San Giovanni Bosco in Via Tuscolana som titeldiakonia.
Sarah var 2001–2010 sekreterare för Kongregationen för folkens evangelisering och 2010–2014 ordförande för Påvliga rådet Cor Unum.